# Майерс, Грета
Грета Майерс  (англ. Greta Myers; род. 22 мая 2004 года в Лайно-Лейкс, штат Миннесота) — американская конькобежка, 2-кратная серебряный и 3-кратная бронзовый призёр чемпионата мира среди юниоров.

## Биография
Грета Майерс начала кататься на коньках в возрасте 2-х лет, а в 12 лет участвовала в соревнованиях по хоккею с шайбой. Её разглядел местный тренер по конькобежному спорту и пригласил в команду, после чего всё изменилось в её спортивной карьере. Сезон 2017/18 стал первым в её конькобежной карьере, где она приняла участие в юниорском чемпионате США, выступая за клуб "Midway Speedskating". 
В 2020 году выиграла бронзу в многоборье на чемпионате США среди юниоров и впервые участвовала на взрослом чемпионате США и на юниорском чемпионате мира. Через год она выиграла чемпионат США среди юниоров в многоборье. В сезоне 2021/22 Майерс не смогла пройти квалификацию на зимние Олимпийские игры в Пекине. В сезоне 2022/23 Грета вошла в основной состав сборной и участвовала в Кубке мира в дивизионе "В". В феврале 2023 года на юниорском чемпионате мира она выиграла серебряные медали в командной гонке и в общем зачёте многоборья и бронзовую медаль в забеге на 1000 м.
В сезоне 2023/24 Майерс выиграла серебро на национальном чемпионате США в Милуоки на дистанции 3000 м, а в январе 2024 года на чемпионате четырёх континентов в Солт-Лейк-Сити завоевала бронзовые медали на дистанции 1500 м и в командной гонке преследования. В середине февраля 2024 года на чемпионате мира на отдельных дистанциях в Калгари она стала 15-й в забеге на 3000 метров и в марте на чемпионате мира в классическом многоборье заняла 10-е место.

## Личная жизнь и семья
Грета Майерс любит готовить, читать, заниматься садоводством и проводить время с семьёй и друзьями. С 2019 года обучается в Академии Конкордия в Миннесоте.